# Adnan Oktar
Adnan Oktar, pseudonyme Harun Yahya, (Ankara, 1956) est une des figures centrales du créationnisme en Turquie. Il est considéré comme le défenseur majeur du créationnisme dans le monde musulman ; il souscrit au créationnisme vieille terre. Il est anti-sioniste et anti-maçon, considérant que la franc-maçonnerie et le sionisme sont deux mouvements fortement interconnectés. Il rejette les accusations d'antisémite formulées à son égard, déclarant que l'antisémitisme a pour origine le paganisme et le darwinisme, mais il est aussi reconnu comme un négationniste, avec son livre Soykırım Yalanı (« L'imposture du génocide »).
Il est condamné en 2022 à 8 658 années de prison pour, entre autres, abus sexuels sur mineurs, agressions sexuelles, ou encore pour avoir fait enregistrer clandestinement des vidéos d'ébats sexuels pour servir ensuite d’instruments de chantage. Ses liens avec Fethullah Gülen, un prêcheur islamiste exilé aux États-Unis, longtemps allié du président Recep Tayyip Erdoğan, avant d'en devenir un ennemi, expliqueraient la sévérité de la condamnation.

## Biographie
Né à Ankara en 1956, Adnan Oktar y vécut jusqu'à la fin de ses années de lycée. En 1979, il se déplaça à Istanbul pour réaliser des études d'architecte d'intérieur à l'université de Mimar Sinan. C'est à cette époque qu'il aurait été influencé par les idées du penseur Saïd Nursî, même s'il se positionnera par la suite aux antipodes de la pensée de cet ouléma progressiste.
Dans la première moitié des années 1980, il rassembla autour de lui de vingt à trente jeunes étudiants aisés, afin de leur enseigner l'islam. Ces jeunes gens étaient issus de la grande bourgeoisie d'Istanbul, donc de statut social et économique très élevé. Il s'agissait plutôt d'étudiants des lycées étrangers de la ville[réf. nécessaire].
En 1986, Adnan Oktar publia un livre intitulé Yahudilik ve Masonluk (judaïsme et franc-maçonnerie). Ce livre suggère que la principale mission des juifs et des francs-maçons de Turquie est d'éroder les valeurs morales, religieuses et spirituelles du peuple turc et de transformer ainsi les musulmans en animaux, comme cela est indiqué dans les versets de la Torah déformée.  Oktar affirme aussi que le point de vue matérialiste, la théorie de l'évolution et l'immoralité ont été inculqués à la société comme un tout.
Peu de temps après la publication de ce livre, Adnan Oktar fut arrêté et incarcéré. Il fut transféré à l'hôpital psychiatrique Bakırköy et placé en observation. Après 19 mois, Oktar fut libéré. Selon Edip Yüksel (en) qui eut l'occasion de le rencontrer à cette époque Oktar pensait être le Mahdi.
En 1990, il fonda la Bilim Araştırma Vakfı (Fondation pour la recherche scientifique, BAV), dans laquelle il est toujours en fonction. Ses adeptes rassemblés autour de la fondation sont usuellement nommés Adnan Hocacılar (adhérents d'Adnan le hodja – maître Adnan) par le public. Adnan Oktar a été déclaré président d'honneur de la BAV. La fondation assure le fonctionnement de nombreuses activités ; les membres de la fondation publient des livres et réalisent des études culturelles, organisent des panels, discussions et conférences pour « protéger et raviver les valeurs morales ». En 1995, Adnan Oktar fonda la Millî Değerleri Koruma Vakfı (Fondation pour la protection des valeurs nationales).
Au début de l'année 1998, Adnan Oktar et la BAV lancèrent une campagne contre le darwinisme. Des milliers d'exemplaires gratuits du livre d'Oktar, Evolution Deceit (« Le mensonge de l'évolution ») et des brochures basées sur ce livre furent distribués à travers toute la Turquie. La BAV mena une offensive contre les universitaires turcs qui professaient la théorie de l'évolution. Plusieurs universitaires déclarèrent avoir été harcelés, menacés et calomniés dans des prospectus les désignant comme « maoïstes », car ils enseignaient l'évolution. En 1999, six de ces professeurs gagnèrent un procès contre la BAV pour diffamation et furent dédommagés de l'équivalent de 4 000 dollars chacun.
Il se fait connaître pour ses émissions sur sa proche chaîne de télévision où il mêle des discours religieux à des femmes peu vêtues dansant sur de la musique pop. Il surnomme ces femmes ses « chatons », elles sont des fervents soutiens de son mouvement, mais plusieurs anciennes membres ont déclaré avoir servi d'esclaves sexuelles.
Selon Halil Arda la BAV, son chef et ses membres auraient des comportements qui sont caractéristiques de celui affiché par les sectes, ce que semble confirmer un reportage d'Asaf Ronel du journal israélien Haaretz. Ce dernier confirme que le groupe créé par Oktar se comporterait comme d'autres groupements sectaires. Il note également qu'Adnan Oktar a recours à des théories du complot pour justifier les poursuites judiciaires dont il a fait l'objet dans le passé, qu'il attribue à l'action de l'État profond britannique. Nonobstant les propos antisémites et négationnistes qu'on lui a attribué dans le passé, il semble être parvenu à établir des relations suivies avec des rabbins et des parlementaires israéliens.

## Écrits
Oktar a écrit de nombreux livres sous le pseudonyme de Harun Yahya (Harun pour Aaron et Yahya pour Jean), argumentant contre l'évolution. Il affirme aussi que la théorie de l'évolution est directement liée aux maux déclarés que sont le matérialisme, le nazisme, le communisme et le bouddhisme. La plupart de ses arguments contre le darwinisme sont identiques à ceux des chrétiens créationnistes, leurs sources étant les mêmes.
Il a aussi produit différents travaux sur le sionisme et la franc-maçonnerie, accusant les sionistes de racisme et déclarant que le sionisme et la franc-maçonnerie ont eu des effets significativement délétères sur l'histoire et la politique. En tout, il a écrit plus d'une centaine de livres décrivant la morale issue du Coran et les problèmes liés à la foi.
Oktar affirme que le bouddhisme est une fausse religion fondée sur l'idolâtrie et le mensonge. Il qualifie les rituels bouddhistes d'« insignifiants » et de « vides ». Il a aussi accusé l'Intelligent Design (ou dessein intelligent) d'être un instrument de Satan.
Sa dernière publication (octobre 2006) est l'Atlas de la création, publiée en anglais par Global Publishing (Istanbul, Turquie). Le livre est édité par Timothy Mossman. Cet opus de 772 pages contient de nombreuses reproductions de fossiles et d'animaux actuels, mais fourmille d'inexactitudes et de contre-vérités (voir l'article détaillé Atlas de la création). Il a été distribué abondamment à travers l'Europe ; plusieurs dizaines de milliers d'exemplaires ont été envoyés dans les écoles françaises début 2007, ainsi que dans des institutions, écoles et bibliothèques belges. En France, « le ministère de l’Éducation nationale, après avoir pris l’avis de spécialistes, a immédiatement réagi en demandant expressément le retrait de cet ouvrage des centres de documentation des établissements scolaires touchés, car aucune des qualités de rigueur exigées pour l’enseignement n’était présente dans ce livre ». L'ouvrage a aussi fait l'objet d'une circulaire de mise en garde en Communauté française de Belgique.
Le biologiste Kevin Padian de l'université de Californie, Berkeley, a déclaré que les gens qui ont reçu des copies étaient « juste surpris de sa taille et de la qualité de l'édition et tout autant stupéfaits de la somme de bêtises qu'il contient. », ajoutant que « [Oktar] n'a vraiment aucune idée de ce que nous savons sur comment les choses changent à travers le temps.»
Gerdien de Jong, un des cinq biologistes à l'université d'Utrecht qui a également reçu une copie du livre, a décrit ses raisonnements comme « ridiculement absurde ».
Le biologiste PZ Myers a écrit : « Le plan général du livre est répétitif et prévisible : le livre montre une image d'un fossile et une photo d'un animal vivant, et il déclare qu'il n'a pas du tout changé, et que donc l'évolution est fausse. Il se répète sans cesse. C'est lassant et généralement faux (ils ont changé !) et la photographie, bien que jolie, est entièrement volée. ». Cette analyse est partagée par Hervé Le Guyader qui explique en outre qu'Oktar écrit que le darwinisme favorise les conflits et est donc la cause des crimes nazis, du stalinisme et du terrorisme contemporain. Il fait du darwinisme le responsable de la mort « de 350 millions de personnes durant les deux guerres mondiales ».
Le Comité sur la Culture, la science et l'éducation de l'Assemblée parlementaire du Conseil de l'Europe a écrit dans un rapport que « Aucun des arguments dans ce livre se base sur une évidence scientifique et que le livre apparait plus comme un traité primitif de théologie que comme une réfutation de la théorie de l'évolution. »
Le biologiste américain Jason Wiles évalue la mise au point de chacun des quatorze tomes de L'atlas de la création à un million de dollars et note que compte tenu de leur large diffusion, Oktar a besoin de sources de financement considérables. Or, selon Wiles, « rien dans la carrière de l'auteur ne permet de penser qu'il peut financer tout ça à même ses propres fonds ».

## Négation de la Shoah et ses thèses
En 1990, Oktar fonda la fondation de recherche scientifique (BAV en langue turque) à Istanbul. C'est lui qui dirigea l'organisation. En 1996, BAV a distribué son premier livre, publié à l'origine l'année précédente, sous le titre de Soykırım Yalanı (L'imposture de l'Holocauste). La publication de ce livre suscita la controverse. Ce livre affirme que «ce qui est présenté comme Holocauste est la mort de certains Juifs à cause de la peste typhoïde pendant la guerre et la famine à la fin de la guerre provoquée par la défaite des Allemands ».
Un peintre et intellectuel turc, Bedri Baykam, a publié une critique très ferme du livre dans le quotidien d'Ankara, Siyah-Beyaz (« Blanc et noir »). Une action en justice pour diffamation a été intentée contre lui. Lors du procès en septembre, Baykam a identifié le véritable auteur de The Holocaust Lie (le mensonge de l'holocauste) comme étant Adnan Oktar. La plainte a été retirée en mars 1997,.
En 2001, l'Institut Stephen Roth de l'université de Tel-Aviv, a classé Oktar en tant que négationniste en raison de la publication du mensonge de l'Holocauste. Trois ans plus tard, l'Institut Stephen Roth a exprimé l'opinion qu'Oktar avait augmenté sa tolérance envers les autres, en affirmant qu'« il travaille maintenant à la promotion du dialogue interreligieux » demandant à tous les musulmans d'avoir « une attitude tolérante et amicale envers les autres religions ».
Dans une interview de 2007 dans le The Guardian, Oktar a nié avoir écrit L'imposture de l'holocauste, une affirmation que le Guardian, a déclaré « difficile à croire ». L'année suivante, dans une interview avec Der Spiegel, Oktar a déclaré que Le mensonge de l'Holocauste avait été écrit par un ami qui avait publié ses essais en utilisant Oktar comme nom de plume de son propre chef. Oktar répudia le premier livre, et déclara que le second livre reflète ses propres opinions.
En 2009, Oktar a exprimé ses nouvelles vues sur les Juifs avec ses propres mots : « la haine ou la colère envers la lignée du Prophète Abraham est totalement inacceptable. Le prophète Abraham est notre ancêtre, et les Juifs sont nos frères. Nous voulons que les descendants du Prophète Abraham vivent le plus aisément, le plus agréablement et de la manière la plus pacifique. Nous voulons qu'ils soient libres d'accomplir leurs obligations religieuses, de vivre comme ils le souhaitent dans le pays de leurs aïeux et de se rappeler Dieu fréquemment dans le confort et la sécurité ».
Néanmoins, la même année la Anti-Defamation League (ADL) (Ligue anti-diffamation) a décrit Yahya comme « un écrivain antisémite turc dont les articles diabolisent les Juifs qui soutiennent Israël comme « athées » et leur reproche de commettre des atrocités ». L'ADL a également fait valoir qu'Yahya approuve le négationniste Roger Garaudy et cite encore L'imposture de Holocauste dans les articles sur son site.
Il entretient aussi des liens avec les réseaux créationnistes de la droite évangélique américaine et des figures de la droite israélienne comme le rabbin Yehuda Glick, député du Likoud.

## Autres affaires judiciaires
(juillet 2018).
Le texte peut changer fréquemment, n’est peut-être pas à jour et peut manquer de recul. 
Le titre et la description de l'acte concerné reposent sur la qualification juridique retenue lors de la rédaction de l'article et peuvent évoluer en même temps que celle-ci.
En plus du procès pour calomnie sur base de : Le mensonge de l'Holocauste, Oktar a été impliqué dans d'autres procès. Bien que la plupart ne sont pas liées au créationnisme ou la religion, un porte-parole de BAV a déclaré qu'Oktar a été persécuté « en raison de ses idées ». Le physicien Taner Edis de Truman State University, qui a suivi l'affaire de près, dit, qu'étant donné les pressions politiques exercées sur le système de justice turque, ce n'est « pas tout à fait invraisemblable ».
À l'été 1986, Oktar a été arrêté pour sa déclaration : «Je suis de la nation d'Abraham et d'ethnicité turque » dans une interview pour un journal. Oktar a été arrêté pour la promotion d'une révolution théocratique pour laquelle il a été condamné à 19 mois, alors qu'il n'a jamais été formellement accusé.
En 1991, Oktar a été arrêté pour possession de cocaïne, dont il prétendait qu'elle avait été déposée dans un des livres de sa bibliothèque par les forces de sécurité, qui, a-t-il dit, ont également fourré sa nourriture de cocaïne. Il a été par la suite acquitté.
Un certain nombre de membres du corps professoral qui enseignent l'évolution ont été harcelés, menacés et calomniés dans des flyers qui les dénonçaient comme « maoïstes ». En 1999, six des professeurs ont gagné un procès au civil contre la BAV pour diffamation et ont reçu chacun 4 000 dollars.
En 1999, Oktar a été arrêté et accusé d'avoir utilisé des menaces pour profit personnel et la création d'une organisation avec l'intention de commettre un crime. Les avocats de BAV ont affirmé qu'il y avait plusieurs violations des droits humains au cours de cette opération de police, ainsi que l'usage de violence lors de l'arrestation et par la suite. La procédure judiciaire a duré plus de deux ans, au cours de laquelle la plupart des plaignants ont rétracté leurs revendications. En conséquence, les affaires contre Oktar et d'autres membres de BAV ont été rejetées.
Le cas 1999 a été rouvert par un autre tribunal en 2008. L'acte d'accusation du parquet, rendue publique par Cumhuriyet, a affirmé le chantage et l'extorsion. Entre autres choses, il a affirmé que le BAV a utilisé ses membres féminins pour attirer de jeunes chercheurs issus de familles riches, avec la promesse de faveurs sexuelles en échange d'une participation à des événements. Il a été affirmé que les activités sexuelles de milliers de personnes ont été filmées avec des caméras cachées dans le but de chantage. Les membres qui souhaitaient quitter le groupe ont été menacés que les vidéos seraient rendues publiques,. Compte-tenu de toutes ces allégations contre le BAV, le président de la cour a annoncé à l'audience du 29 février 2008 que les témoignages obtenus par des moyens illégaux ne peuvent pas être considérés comme des preuves fondées sur l'article 148 du code pénal.
Le vendredi 9 mai 2008 Adnan Oktar a été reconnu coupable d'avoir mis sur pied une organisation illégale à des fins personnelles. Lui et 17 autres membres de son organisation ont été condamnés à trois ans de prison,,,. Oktar a fait appel du verdict,. En mai 2010, la cour d'appel a infirmé la condamnation et a rejeté les accusations.
Le 11 juillet 2018, il est arrêté en même temps que 171 autres suspects sous les préventions d'avoir fondé une organisation criminelle, d'abus sexuels sur mineurs, de viols de mineurs, de kidnapping, de fraude fiscale et de violation des lois anti-terrorisme,. Le 11 janvier, un tribunal le déclare coupable de ces chefs d'accusation et le condamne à une peine de prison de 1075 années de prison. Tarkan Yavas et Oktar Babuna qui exerçaient des responsabilités dans son organisation ont été condamnés respectivement à 211 et 186 années de prison.
En novembre 2022, il est condamné avec dix autres co-accusés à 8 658 ans de prison.

## Blocages de sites internet
Plusieurs sites internet dont celui de Richard Dawkins, celui du journal libéral Vatan (en) ont été bloqués à la suite de démarches de l'organisation d'Oktar, pour motif de diffamation,,,,,,.

## Publications

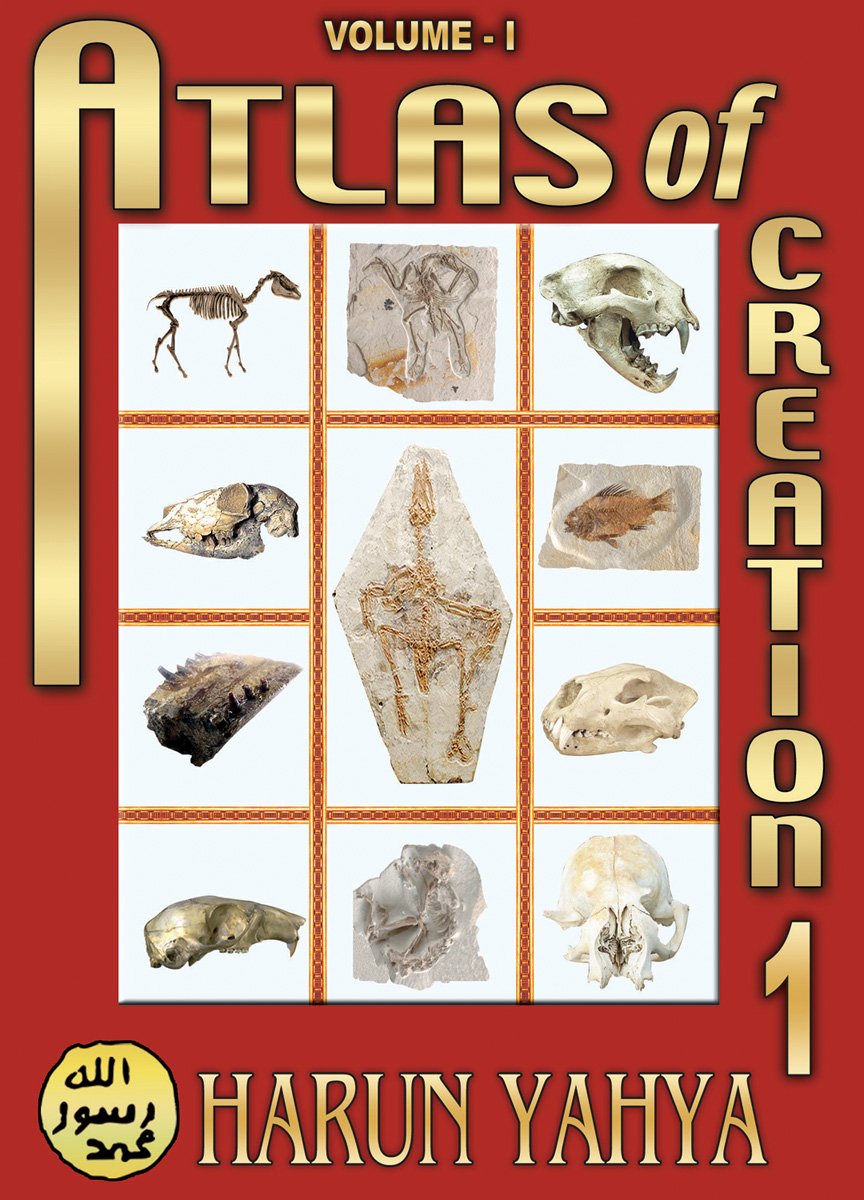
Couverture de son Atlas de la Création.

- 1986 : Yahudilik ve Masonluk (Judaism and Freemasonry)
- 1996 : A Chain of Miracles
- 1996 : The Miracle in the Atom
- 1999 : The Evolution Deceit
- 2000 : Allah is Known Through Reason
- 2000 : Miracle in the Ant
- 2000 : Allah is Known Through Reason
- 2000 : Allah's Artistry in Colour
- 2000 : The Creation Of The Universe
- 2001 : The Disasters Darwinism Brought to Humanity
- 2002 : Global Freemasonry
- 2002 : The Glory in the Heavens
- 2002 : The Design in Nature
- 2002 : The Alliance of the Good
- 2002 : The World of Animals (Children, Have You Ever Thought?)
- 2002 : Before You Regret
- 2002 : Fascism The Bloody Ideology of Darwinism
- 2002 : Islam Denounces Terrorism
- 2002 : Romanticism: A Weapon of Satan
- 2003 : Wonderful Creatures: Children! Have You Ever Thought? 3
- 2003 : 24 Hours in the Life of a Muslim
- 2003 : The Courage Of The Faithful
- 2003 : A Definitive Reply to Evolutionist Propaganda
- 2003 : The Errors the American National Academy of Sciences
- 2003 : Why Darwinism Is Incompatible with the Quran
- 2004 : Signs of the Last Day
- 2004 : The Muslim Way of Speaking
- 2004 : Passivity in Religion
- 2004 : The Signs of Jesus' Second Coming
- 2004 : Answers from the Quran: For Newcomers to Islam
- 2004 : Communist China's Policy of Oppression in East Turkestan
- 2006 : Atlas Of Creation (Volume 1)
- 2007 : Biomimetics: Technology Imitates Nature
- 2007 : Miracle in the Eye
- 2007 : Allahs Miracles in the Quran
- 2007 : Atlas of Creation Volume 2
- 2007 :  Atlas of Creation Volume 3
- 2007 : Consciousness in the Cell
- 2007 : Global Impact of the Works of Harun Yahya
- 2009 : Miracles of The Qur'an

#### Articles critiques
- L'Atlas de la Création vu par les chrétiens
- Harun Yahya fait interdire Wordpress en Turquie
- Harun Yayha : Une invitation au mensonge ! Critique des théories d'Adnan Oktar par le président de l'association Athétürk